# Cladophialophora scillae
Cladophialophora scillae är en svampart som först beskrevs av Deighton, och fick sitt nu gällande namn av Crous, U. Braun & K. Schub. 2007. Cladophialophora scillae ingår i släktet Cladophialophora och familjen Herpotrichiellaceae.   Inga underarter finns listade i Catalogue of Life.